# Born to Be My Baby
Born to Be My Baby è una canzone dei Bon Jovi, scritta da Jon Bon Jovi, Richie Sambora e Desmond Child. È stata estratta come secondo singolo dal quarto album in studio del gruppo, New Jersey, nel novembre del 1988. Ha raggiunto il terzo posto della Billboard Hot 100 e la settima posizione della Mainstream Rock Songs negli Stati Uniti.
Nonostante il successo ottenuto, la canzone non è stata inserita nella raccolta Cross Road del 1994. Tuttavia è presente nel Greatest Hits pubblicato dal gruppo nel 2010. Appare inoltre nelle registrazioni dal vivo The Crush Tour e Live at Madison Square Garden. Una versione acustica della canzone è presente nell'album This Left Feels Right.

## Informazioni sulla canzone
Il testo delle canzone può essere paragonato, per certi versi, a quello di Livin' on a Prayer, poiché entrambe le canzoni trattano di una coppia di giovani lavoratori che cercano a fatica di condurre la loro vita di coppia. Nonostante ciò, a differenza del precedente, in tale brano emerge un ottimismo di fondo: i due devono lasciarsi il mondo all'esterno e continuare a lottare, perché hanno qualcosa in cui credere.
All'inizio e alla fine della canzone compare un coro di "na-na-na na, na-na na, na-na na, na" scanditi dai membri della band, al ritmo della canzone. Nel ritornello, che è ripetuto diverse volte all'interno del brano, viene usata un'allitterazione ("Born to Be My Baby").
La canzone venne inizialmente registrata in versione acustica, con solo due chitarre alla fine del pezzo. Sotto le pressioni del produttore Bruce Fairbairn, venne però rimaneggiata in chiave hard rock ed incisa nella versione finale che si trova nell'album. Jon Bon Jovi disse che la canzone, se registrata nel modo in cui era stata originariamente pensata, avrebbe certamente raggiunto il primo posto in classifica; spiegò inoltre che Fairbairn aveva preso quella decisione nel tentativo di creare una nuova Livin' on a Prayer.

## Video musicale
Il video musicale della canzone è stato registrato interamente in bianco e nero. Dai costi molto contenuti, il video fu girato interamente in uno studio di registrazione, parallelamente all'incisione del pezzo stesso. Nella versione completa, compaiono dialoghi fra i membri della band, che provano il ritornello, insoddisfatti. Il video si segnala anche per una breve comparsa di Dorothea, futura moglie di Jon Bon Jovi.

## Formazione
- Jon Bon Jovi - voce
- Richie Sambora - chitarra, cori
- Alec John Such - basso, cori
- David Bryan - tastiere, cori
- Tico Torres - batteria, cori

## Tracce
45 giri
1. Born to Be My Baby – 4:40 (Jon Bon Jovi, Richie Sambora, Desmond Child)
2. Love for Sale – 3:56 (Bon Jovi, Sambora)

Versione britannica
1. Born to Be My Baby – 4:40 (Bon Jovi, Sambora, Child)
2. Love for Sale – 3:56 (Bon Jovi, Sambora)
3. Wanted Dead or Alive – 5:09 (Bon Jovi, Sambora)

Maxi singolo
1. Born to Be My Baby – 4:40 (Bon Jovi, Sambora, Child)
2. Love for Sale – 3:56 (Bon Jovi, Sambora)
3. Runaway – 3:54 (Bon Jovi, George Karak)
4. Livin' on a Prayer – 4:09 (Bon Jovi, Sambora, Child)

## Classifiche

### Classifiche settimanali
| Classifica (1988/89)          | Posizione massima |
| ----------------------------- | ----------------- |
| Australia                     | 30                |
| Canada                        | 7                 |
| Germania                      | 54                |
| Irlanda                       | 7                 |
| Italia                        | 42                |
| Nuova Zelanda                 | 19                |
| Regno Unito                   | 22                |
| Stati Uniti                   | 3                 |
| Stati Uniti (mainstream rock) | 7                 |
| Svizzera                      | 25                |

### Classifiche di fine anno
| Classifica (1989) | Posizione |
| ----------------- | --------- |
| Canada            | 83        |
| Stati Uniti       | 39        |